# The Navajo Ring
The Navajo Ring è un cortometraggio muto del 1915 diretto da Ulysses Davis. Di genere western, aveva come interpreti William Duncan, Anne Schaefer, Margaret Gibson e George Kunkel.

## Produzione
Il film fu prodotto dalla Vitagraph Company of America.

## Distribuzione
Distribuito dalla General Film Company, il film - un cortometraggio in una bobina - uscì nelle sale cinematografiche statunitensi il 21 gennaio 1915.